# Анджудан
Анджуда́н (перс. انادان‎) также произносится как Андиджа́н, Анджида́н и Инджада́н — деревня в округе Эрак, Центральный остан, Иран. Располагался недалеко от крупных шиитских центров Кум и Кашан в Иране, куда низаритский-исмаилитский имамат был перенесён в конце XIV века н. э. Из-за названия деревни история низаритов между XIV и XV веками получила название «Анджуданский период».

## История исмаилитов в Анджудане
Самое раннее свидетельство присутствия исмаилитов в Анджудане относится к концу XIV века, ко времени нападения Тамерлана на общину. Персидский историк Мирхонд сообщает, что Анджудан был подготовлен к нападению, с деревенской крепостью и запутанными туннелями. Это, однако, не помешало войскам Тамерлана одержать верх. Несмотря на набеги Тамерлана в регион, Мирхонд указал в конце XV века, что деревня Анджудан оставалась исмаилитской.

### Факторы, приведшие к передаче имамата
Хотя точное обоснование создания имамата в Анджудане неясно, существуют различные факторы, которые, вероятно, способствовали этому решению. Более ранние попытки исмаилитов восстановиться в Аламуте не увенчались успехом, и неспособность полностью скрыть свои религиозные убеждения практикой такийи создала опасную среду для общины в Южно-Каспийском регионе. Удалённое расположение Анджудана от основных центров суннитского господства, Тебриза и Герата, также делало выгодным расположение здесь имамата.

### Осада Анджудана Тамерланом
В мае 1393 года армия Тамерлана вторглась в деревню Анджудан. Это нанесло ущерб деревне исмаилитов всего через год после его нападения на исмаилитов в Мазендеране. Деревня была подготовлена к нападению. Об этом свидетельствует то, что в нём находится крепость и система туннелей. Ничуть не смутившись, солдаты Тамерлана затопили туннели, прорубив канал над головой. Причины нападения Тимура на эту деревню до сих пор до конца не поняты. Персидский историк Хондемир объясняет, что присутствие исмаилитов становилось всё более политически могущественным в персидском Ираке. Группа местных жителей в регионе была недовольна этим, и, как пишет Хондемир, эти местные жители собрались и подали свою жалобу Тимуру, возможно, спровоцировав его нападение на тамошних исмаилитов.

### Имамы в Анджудане
- аль-Мустансир Биллах II — первый известный исмаилитский имам, поселившимся в Анджудане
- Абд ас-Салам-шах — преемник имама аль-Мустансира Биллаха, Махмуд ибн Мустансир Биллах, также известный как Саламуллах.
- Гариб Мирза — имам Аббас-шах получил в эпитет «Гариб Мирза» из-за своего изгнания (гурба) из-за политической оппозиции.

Финансовая поддержка регулярно направлялась Ага-ханом I и Ага-ханом II народу Анджудана в конце XIX века. Кроме того, имамы проводили проекты реставрации различных памятников и зданий, имеющих сентиментальное значение в регионе.